# 6F
6F är ett samarbete mellan fem av fackförbunden inom LO: Byggnadsarbetareförbundet, Elektrikerförbundet, Fastighetsanställdas förbund, Målareförbundet och Seko. 
Det ursprungliga samarbetsavtalet skrevs under i september 2009 och då ingick även Transportarbetareförbundet. Meningsskiljaktigheter rörande gemensam administration gjorde att Transport 2012 lämnades utanför samarbetet, men namnet 6F behölls.
6F startade 2013 idéinstitutet Katalys, som bedriver utredningsverksamhet och opinionsbildning.